# Швидкісна дорога S61 (Польща)
Швидкісна дорога S61 – польська швидкісна дорога, що будується від Острув-Мазовецької до Будзіско (кордон з Литвою). На кордоні з’єднається з литовською автомагістраллю A5, що веде до Каунаса та Риги. Дорога S61 буде однією з польських частин міжнародної траси E67 Via Baltica та на ділянці Елк – державний кордон також Віа Карпатія.

## Існуючі ділянки

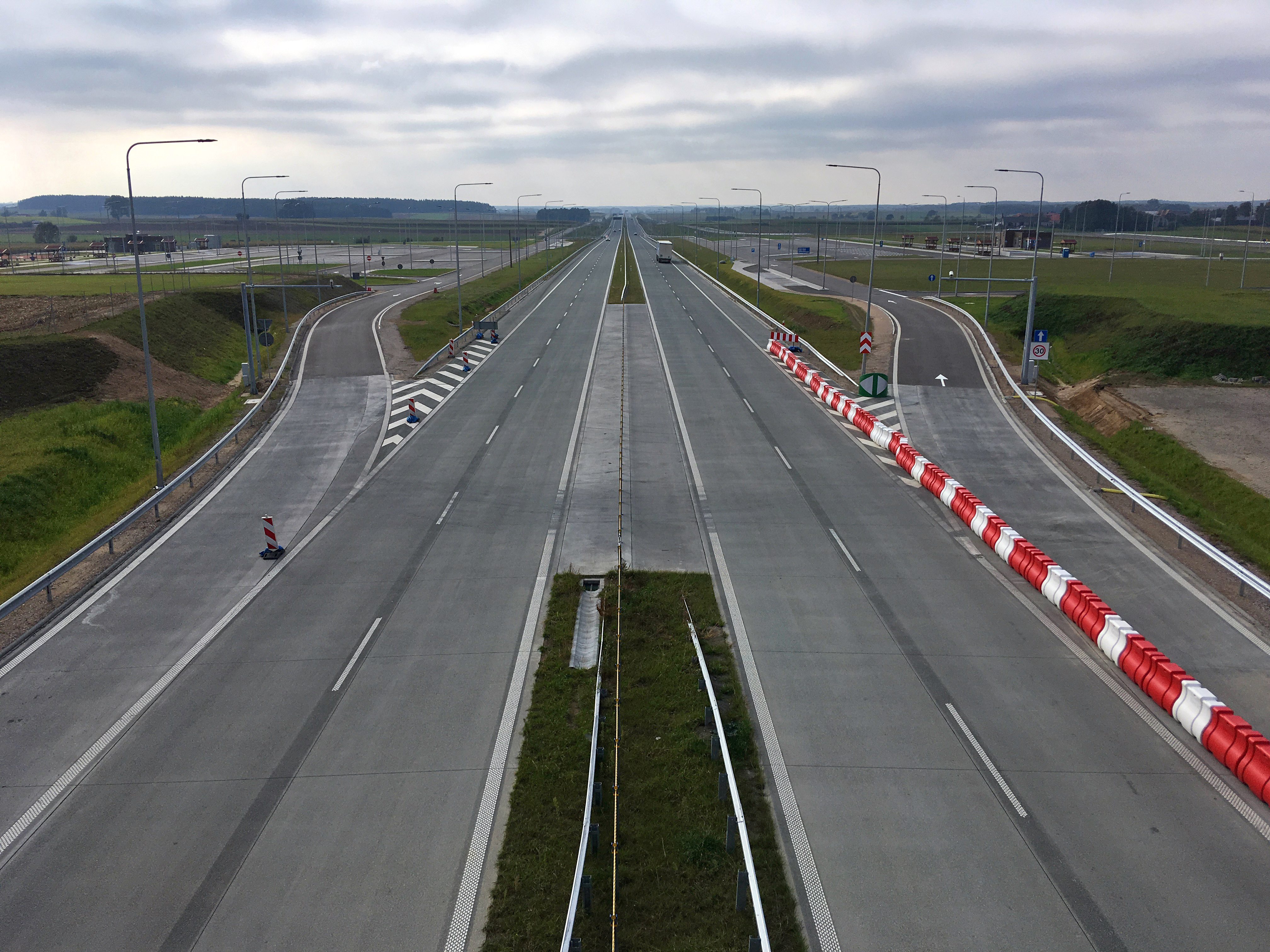
S61 ділянка Щучин - Ставіскі

Об'їзна Стависька довжиною 6,5 кілометрів, введена в експлуатацію 19.12.2013 (не позначена як швидкісна).
Ділянка довжиною 8 кілометрів обхід Щучина, відкрита для використання 13 листопада 2015 року (не позначена як швидкісна). Відкриття другої проїжджої частини відбулося 15 травня 2020 року.
Ділянка з подвійним проїздом довжиною 12,7 кілометрів. Завершує об’їзну Августова однопроїзна ділянка національної дороги № 8.
31 жовтня 2017 року підписано договір на реалізацію ділянки за формулою «Проектування та будівництво» ділянки Кольно-Стависький довжиною: 16,4 км. Тендер виграла пропозиція вартістю 288,3 млн злотих. На виконання завдань підрядник мав 31 місяць без зимових періодів. Його планували ввести в експлуатацію в четвертому кварталі 2020 року. Здано в експлуатацію 9 серпня 2021 року.
На жовтень 2023 не закінчена ділянка об'їзної Ломжі.